# فيجاي سينغ (لاعب غولف)
فيجاي سينغ (بالإنجليزية: Vijay Singh)‏ هو لاعب غولف هندي وفيجي، ولد في 22 فبراير 1963 في لاوتوكا في فيجي.

## وصلات خارجية
- الموقع الرسمي
- فيجاي سينغ على موقع رابطة لاعبي الغولف المحترفين (الإنجليزية)
- فيجاي سينغ على موقع رابطة أوروبا للاعبي الغولف المحترفين (الإنجليزية)
- فيجاي سينغ على موقع رابطة اليابان للاعبي الغولف المحترفين (الإنجليزية)
- فيجاي سينغ على موقع التصنيف العالمي الرسمي للغولف (الإنجليزية)
- فيجاي سينغ على موقع إن إن دي بي (الإنجليزية)